# クラウド・ラップ
クラウド・ラップ（Cloud rap）は、ヒップホップおよびインターネット・ラップのサブジャンルであり、ぼんやりとした、夢のような、リラックスしたプロダクションスタイルを持つトラップ音楽の音響的特徴をいくつか備えている。ラッパーのリル・Bとプロデューサーのクラムス・カジノがこのスタイルの初期のパイオニアであった。「クラウド・ラップ」という用語は、そのインターネット起源と幻想的なスタイルに由来している。

## 語源
2009年の記事で、音楽ライターのNozは、ラッパーのリル・Bが彼に雲の中の城のCGI画像を見せ、「これが俺が作りたい音楽の種類だ」と言ったと書き、リル・Bがこの用語を生み出したとクレジットしている。プロデューサーのクラムス・カジノも、2010年初頭にリル・Bとのコラボレーションを通じてクラウド・ラップのサウンドを開拓したとされている。

## 歴史

### 起源（2000年代）
クラウド・ラップは2000年代後半にアトランタ、ヒューストン、メンフィスで始まった。「クラウド・ラップ」という用語は、ローファイでぼんやりとしたラップ音楽を指すのに一般的に使われる。ローファイで夢のような雰囲気といったクラウド・ラップの要素は、1996年のN.O.D.のセルフタイトルアルバムや、2001年のクラウドデッドのセルフタイトルアルバムに早くも現れている。後の2006年には、ぼんやりとしたリラックスしたサウンドといったさらなる構成要素が、ヴァイパーのセカンドアルバム『Ready and... Willing』に見られる。クラウド・ラップの発展に貢献した他のアーティストには、メイン・アトラクションズや、南フロリダのアーティストであるスペースゴーストパープ、メトロ・ズーがいる。
この用語は、Space Age Hustleブログの楽曲コンピレーション『3 Years Ahead: The Cloud Rap Tape』でも使われた。このコンピレーションはクラウド・ラップのジャンルに分類される曲で構成されている。このジャンルは、2011年にラッパーのエイサップ・ロッキーのデビューミックステープ『LIVE.LOVE.A$AP』で主流の注目を集めた。

## 特徴
クラウド・ラップは、メロディ的にはローファイやチルウェイヴに似ているが、歪んだサイケデリックなサンプルとトラップスタイルのドラムの導入によって区別される。このジャンルは、クラウド・コンピューティングがもたらす「多様な影響と容易なアクセス性」からインスピレーションを得ている。そうした影響には、ヒップホップ、ドラムンベース、グライム、トリップ・ホップ、R&B、ダンス、インディー、ロック、ポップといった音楽ジャンルが含まれる。
「クラウド」というレッテルは、このジャンルの「ぼんやりとした」幻想的な美学（音響的および視覚的表現の両方において）や、明確な境界のないジャンルとしての曖昧さといった、際立った特徴を示している。クラウド・ラップの歌詞は、時に愛や裏切りといったテーマを巡ることもあれば、セックス、ドラッグ、疎外感といったポピュラー音楽でよく見られるテーマを扱うこともある。
クラウド・ラップは、東海岸、西海岸、南部といった多様なラップサウンドや地域から要素を取り入れている。特に、クラウド・ラップは女性歌手のループされたサンプルを頻繁に利用し、幻想的な声質を持つ歌手のものがよく使われる。クラウド・ラップはしばしばレコードレーベルから独立してリリースされ、クラウド・ラップのアーティストはSoundCloud、YouTube、Twitterといったインターネットサービスを利用して音楽を配信・宣伝している。
クラウド・ラップのプロダクションは、幻想的なシンセサイザー、リバーブの効いたビート、歪んだサンプル、そしてチョップされたローファイな音楽スタイルを特徴とする。このジャンルはメロディに大きく傾倒し、ヒップホップとの強い結びつきを保ちながら、様々なジャンルの要素を融合させている。

## アーティストとプロデューサー
このジャンルのパイオニアの多くがウィッチハウスやチルウェイヴから大きな影響を受けているため、多くのアーティストがクラムス・カジノ、90's Bambino、スペースゴーストパープといった共通のプロデューサーを起用している。2011年、クラムス・カジノはエイサップ・ロッキーの『Live. Love. ASAP』のプロデュースを手伝った。これはクラウド・ラップで最も聴かれたミックステープの一つであり、116万4114人のリスナーを獲得した。このミックステープは、薬物使用、セックス、自己反省といったクラウド・ラップの一般的な要素やテーマで構成されている。Goth Money recordsの一部として活動するブラック・クレイのような他のアーティストや、プレイボーイ・カーティのようなアーティストも生み出された。
スウェーデンのアーティスト、ヤング・リーンは、2013年にシングル「Ginseng Strip 2002」のビデオがバイラルヒットしたことで、著名なクラウド・ラップアーティストとなった。
フランスのラップデュオPNLは、フランス語圏のヒップホップシーンにおけるこのジャンルのパイオニアであり、初のシングル「Le Monde Chico」（2015年）はトリプルプラチナ、「Dans la légende」（2016年）はダイヤモンド、「Deux Frères」（2019年）はダブルダイヤモンドを記録した。